# 169 (число)
169 (сто шестьдесят девять) — натуральное число, расположенное между числами 168 и 170.

## Математика
169 — счастливое число, квадрат, полупростое число, число Пелля, центрированное шестиугольное число, число Маркова. Это единственное квадратное число Пелля, большее 1.
Переворачивание
169 = 132
даёт
961 = 312.
169 — сумма семи последовательных простых чисел:
13 + 17 + 19 + 23 + 29 + 31 + 37 = 169.
169 — число, не представимое в виде суммы точного квадрата и простого числа.
Среднее арифметическое делителей числа 169 — простое число:
{\displaystyle {\frac {1+13+169}{3}}=61.}
169 переходит само в себя за три шага, каждый из которых заключается в замене числа на сумму факториалов его цифр:
169 → 1! + 6! + 9! = 363 601,
363 601 → 3! + 6! + 3! + 6! + 0! + 1! = 1454,
1454 → 1! + 4! + 5! + 4! = 169.
Числа, равные сумме факториалов своих цифр, называются факторионами.
169 — наименьшее число, сиракузская последовательность которого содержит ровно 49 шагов утроения и деления на два до появления единицы.
169 — наименьшее число n, являющееся наибольшим элементом множества восьми натуральных чисел, все 255 средних арифметических непустых подмножеств которого — попарно не равные между собой числа. Пример восьмиэлементного множества с наибольшим элементом 169, все непустые подмножества которого дают разные среднеарифметические — {1, 2, 8, 31, 77, 143, 154, 169}.
- Злое число

## В других областях
- 169 год; 169 год до н. э.
- NGC 169 — спиральная галактика (Sb) в созвездии Андромеда.
- 169-й день года - 18 июня (в високосные года - 17 июня)